# José Luis Illanes
José Luis Illanes del Río (Olivares, 30 de julio de 1890-Sevilla, 20 de mayo de 1966) fue un abogado y político español. Licenciado en derecho, fue concejal y teniente de alcalde en el Ayuntamiento de Sevilla. Posteriormente sería diputado en las Cortes republicanas por las filas de la CEDA, si bien tras el estallido de la Guerra civil abandonó la política.

## Biografía
Nació en el seno de la familia formada por Antonio Illanes García, natural de Umbrete, abogado, y Joaquina del Río Pérez, natural de Olivares. La familia vivió, según los momentos, en Umbrete, en Olivares o, fundamentalmente, en Sevilla. Cursó estudios de Derecho en la Universidad de Sevilla y obtuvo el título de licenciado en 1912, trasladándose a Madrid para hacer el doctorado y volviendo, una vez acabado el doctorado, a Sevilla para ejercer la abogacía.
En 1914, durante su estancia en Madrid, conoció la Asociación Católica Nacional de Propagandistas de la que fue uno de los iniciadores en Sevilla. Desde 1916 participó en la fundación de sindicatos católicos agrarios. En las elecciones municipales de 1922 se presentó por la candidatura de la Liga Católica encabezada por Agustín Vázquez Armero, siendo elegido concejal. Volvió a ser reelegido en las elecciones de 1926, ocupando el cargo de Teniente de Alcalde de Hacienda. Participó activamente en los Congresos de la Unión de Municipios Españoles celebrados en Madrid, Barcelona y Valencia (en esta última ciudad conoció a María de los Dolores Maestre y Hernández de la Figuera, hija del alcalde de Valencia, José Maestre Laborde-Boix, con la que contrajo matrimonio en 1931). En 1927 presentaría su dimisión, junto con otros miembros de la corporación; el motivo fue un enfrentamiento entre el alcalde y el gobernador civil de la provincia —José Cruz Conde— en relación con la Exposición Iberoamericana de Sevilla que se iba a celebrar en 1929.
Durante el gobierno del General Berenguer ingresó en la Concentración Monárquica Sevillana; después de la proclamación de la Segunda República, junto con otros propagandistas sevillanos como Jesús Pabón y Manuel Giménez Fernández, se incorporó a Acción Nacional, que en 1932 pasaría a llamarse Acción Popular. En las elecciones a Cortes Constituyentes de 1931 se presentó en la lista de ese partido por la circunscripción electoral de Sevilla, pero la candidatura no prosperó: obtuvo sólo 5.713 votos. Durante la Sanjurjada fue brevemente detenido junto con otros dirigentes derechistas pero fue absuelto. A comienzos de 1933 pasó a figurar como miembro de la ejecutiva provincial de la CEDA y en las elecciones generales de ese año fue elegido diputado por Sevilla al obtener 39.249 votos. Como diputado fue vicepresidente de la Comisión de Gobernación y vocal de la Comisión de Reforma Constitucional; abandonó el acta el 7 de enero de 1936.
En las elecciones generales de 1936 se presentó con el Frente Nacional Contrarrevolucionario; obtuvo 80.529 votos, pero no fueron suficientes para revalidar el acta de diputado. Con el estallido de la Guerra Civil Española y la posterior implantación del régimen del general Franco, abandonó la militancia política, volviendo al ejercicio de la abogacía. Continuó residiendo en Sevilla, donde habían nacido sus dos hijos, José Luis y María Teresa. Mantuvo en todo momento una estrecha relación con la Asociación de Propagandistas y una honda amistad con algunos de sus miembros, como el también sevillano Manuel Giménez Fernández. Falleció en Sevilla el 20 de mayo de 1966 a los 75 años.
Era hermano de Antonio Illanes del Río (1883-1973), arquitecto, al que se deben algunos importantes edificios de la ciudad de Sevilla, como la sede del Banco de España, el pabellón para la Marina Mercante en la Exposición Iberoamericana de 1929, o el edificio Aurora (uno de los primeros edificios sevillanos en llegar a los diez pisos). Su hijo, José Luis Illanes Maestre, miembro del Opus Dei y ordenado sacerdote en 1960, ha sido profesor y Decano de la Facultad de Teología de la Universidad de Navarra.